# Work Out
"Work Out" é uma canção do cantor-compositor e produtor musical estadunidense J. Cole. Foi lançada em 27 de junho de 2011 como primeiro single de seu álbum de estréia Cole World: The Sideline Story, com o selo das editoras discográficas Roc Nation e Columbia Records. A canção foi produzida pelo interprete, que também participou da composição da faixa, juntamente com Bosco Kante, Elliot Wolff, John Legend, Kanye West, Miri Ben-Ari e Sukmeke Rainey.

## Vídeo musical
O videoclipe foi filmado no Brooklyn, New York. Foi dirigido por Clifton Bell.

## Performance comercial
"Work Out" estreou na Billboard Hot 100 na semana que terminou em 23 de julho de 2011, na posição oitenta e cinco. Desde então a canção chegou ao numero treze na parada musical. Até setembro de 2013, o single vendeu 1,8 milhões de cópias nos Estados Unidos.